# Luzern (kanton)
| Kanton Luzern             |               |
| \| Grb kantona \|         |               |
| Položaj u Švicarskoj      |               |
|                           |               |
| Podaci                    |               |
| Glavni grad               | Luzern        |
| Pristupanje konfederaciji | 1332.         |
| Skraćenica                | LU            |
| Stanovništvo              | 416 347 stan. |
| Popis                     | 2020.         |
| Površina                  | 1.493,51 km²  |
| Gustoća                   | 280 stan./km² |
| Br. općina                | 80            |
| Jezici                    | njemački      |
| Zemljovid kantona         |               |
|                           |               |
| Grb kantona               |               |

Kanton Luzern je kanton u središnjoj Švicarskoj. Glavni grad lucernskog kantona je Luzern.

## Zemljopis
Kanton Luzern nalazi se u centru Švicarske. S površinom od 1.493 km² jedan je od većih kantona u Švicarskoj.

## Jezik
Službeni jezik kantona je njemački.

## Gradovi i mjesta
- Luzern, 83.340 stanovnika
- Emmen, 27.579 stanovnika
- Kriens, 25.893 stanovnika
- Littau, 17.224 stanovnika
- Horw, 12.986 stanovnika
- Ebikon, 11.750 stanovnika
- Nottwil, 3.062 stanovnika

## Vjeroispovijest
Stanovnici su većinom katoličke vjeroispovijesti.

## Vanjske poveznice
- Službena stranica kantona Luzerna (njem.)